# Moteur Fiat 100
Conçu par Dante Giacosa, le moteur Fiat 100 est apparu pour la première fois avec une cylindrée de 633 cm3 dans la toute nouvelle Fiat 600 en 1955. Ce moteur quatre cylindres en ligne comprenait un bloc en fer et une culasse en aluminium avec des soupapes actionnées par tige de poussée. Le moteur a été produit dans l'usine Fiat de Mirafiori (Turin), puis à Bielsko-Biała, et est resté en production jusqu'en 2000, utilisé dans la Fiat Panda et la Fiat Seicento dans sa dernière version de 899 cm3 équipée d'une injection monopoint et d'une levée de soupapes hydraulique, bien que cette version soit progressivement abandonnée à partir de 1985 au profit du nouveau Fiat FIRE. Il a également été produit jusqu'en 2008 dans les usines Zastava de Kragujevac.

## caractéristiques
La gamme de moteur Fiat 100 est doté d'un vilebrequin à trois paliers principaux, d'un bloc en fonte et d'une culasse en aluminium avec collecteur d'admission intégré. L'arbre à cames était placé dans le bloc et était entraîné par chaîne. Il y avait 2 soupapes en tête par cylindre, actionnées par un système de soupapes en têtes.
Conçu à la base pour être un moteur placé en position longitudinale arrière, l'évolution des voitures le placera en position transversale avant et sa cylindrée atteindra les 1 050 cm3 avec une puissance de 70 ch, bien au delà de ses 21 ch sur les premières versions.
C'est en 1992 que l'injection fut intégrée au détriment du carburateur et qui sera accompagnée de filtres à particules en raisons des normes écologiques.
C'est un moteur polyvalent produit en Italie, Espagne, Pologne et Yougoslavie qui a motorisé des voitures communes comme des voitures de sport. Il a passé toutes les régulations et adaptations nécessaires à l'écologie. Il a été utilisé dans les rallies, les courses de tourisme, les courses de côte et a été le premier moteur de beaucoup de pilotes.

## Applications
- Fiat/SEAT 600 (1955)
- Fiat 600 Multipla (1955)
- Fiat 600 Abarth 750/850/1000 (1957)
- SEAT 800 (1964)
- Fiat 850 1964
- Fiat 850 Coupé et Spider (1965)
- Fiat 850T (1965)
- Fiat 770 Coupé Vignale (1968)
- Fiat 850 Spéciale (1968)
- Fiat 850 Sport Coupé et Sport Spider (1968)
- Autobianchi A112 (1969)
- Fiat/SEAT 127 (1971)
- Fiat/SEAT 133 (1974)
- Fiat 900T (1976)
- Fiat Uno 45 (1983)
- Fiat/SEAT Panda 45 (1980)
- Seat Marbella (1988)
- Seat Trans/Terra (1986)
- Seat Ibiza Junior (1986)
- Fiat Fiorino (1977)
- Fiat Cinquecento (1992)
- Fiat Seicento (1998)

Dans les voitures Zastava :
- Yugo Koral (1978-2008)
- Zastava 600 (1961)
- Zastava 750 (1962-1985)

## Sport amateur
En 2021 une équipe d'ingénieurs échangent le moteur Fiat 100 d'une Fiat Seicento pour un moteur FIRE.